# HD41385
HD41385 — хімічно пекулярна зоря спектрального класу A5, що має видиму зоряну величину в смузі V приблизно  9,5.
Вона  розташована на відстані близько 1462,6 світлових років від Сонця.

## Пекулярний хімічний вміст
Зоряна атмосфера HD41385 має підвищений вміст 
Cr
.